# Keutenberg
Keutenberg es una empinada colina en el sur de Limburgo, en el sur de los Países Bajos. El inicio de la subida es en Schin op Geul, un pequeño pueblo cerca de Valkenburg aan de Geul. La Keutenberg es considerada la más empinada colina en los Países Bajos y es famosa por ser parte de la ruta de la clásica ciclista Amstel Gold Race.